# Alter Hansehafen (Stade)

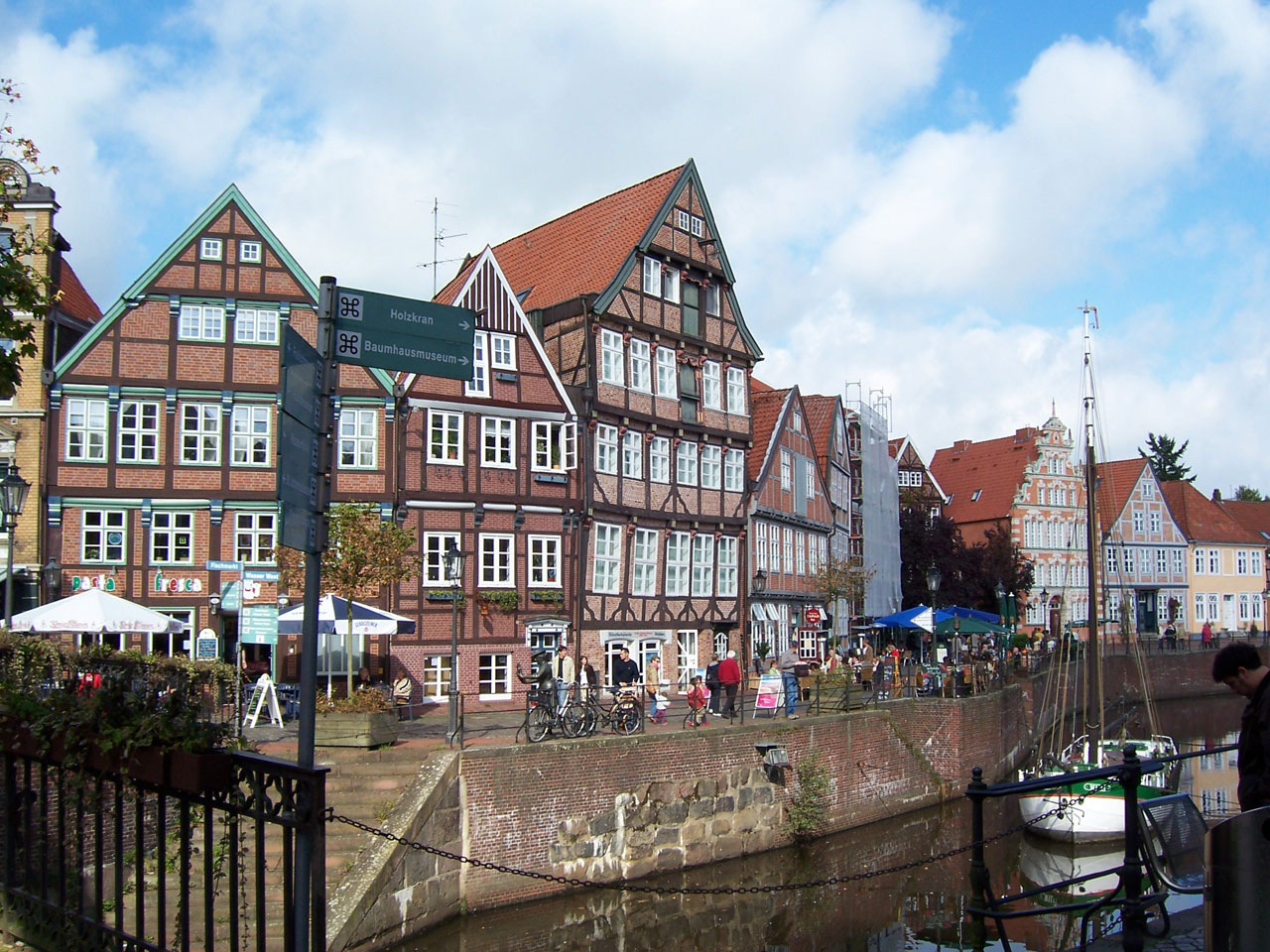
Fachwerkhäuser am alten Hansehafen

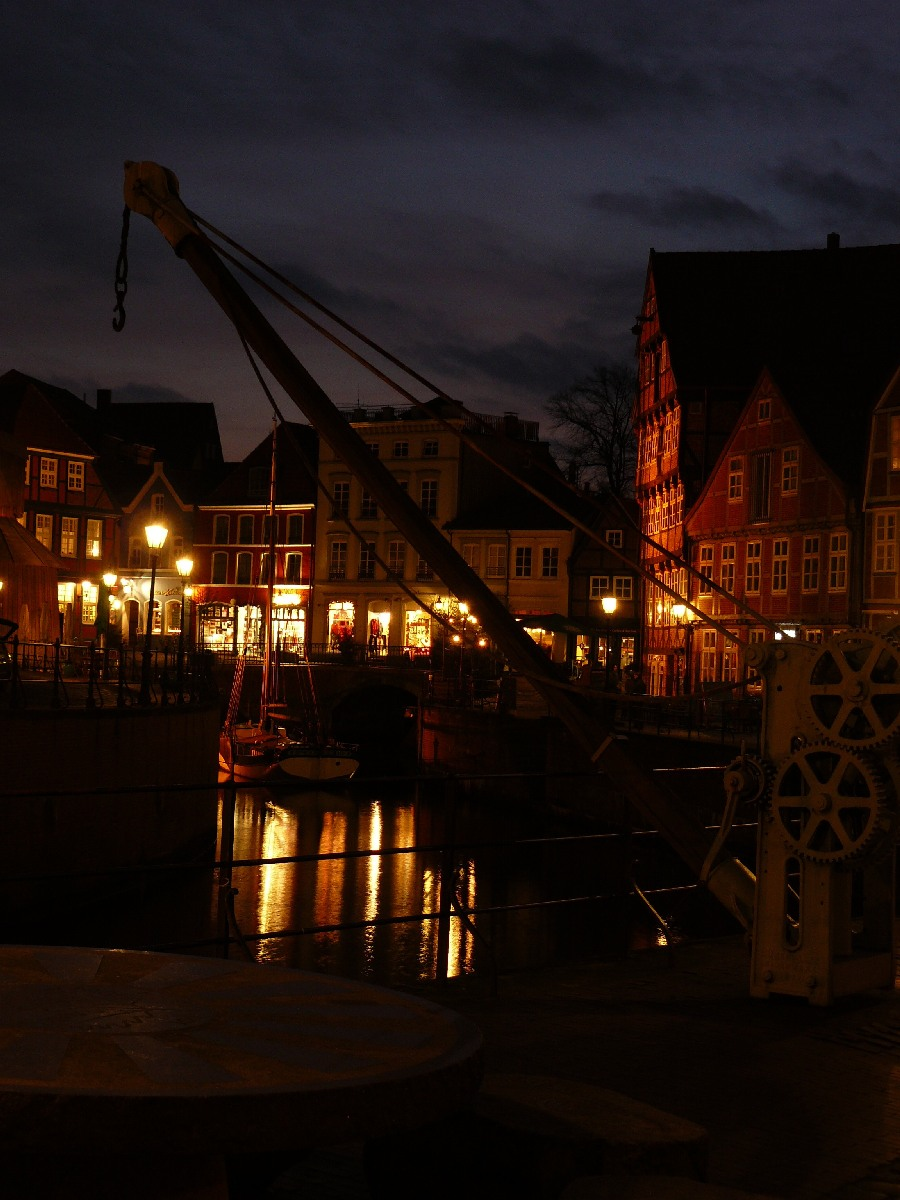
Nächtlicher Blick auf den Stader Fischmarkt

Der Alte Hansehafen liegt in der historischen Altstadt der Hansestadt Stade und ist ein Binnenhafen an der Schwinge. Er war ursprünglich ein Tidehafen, d. h. über den Unterlauf der Schwinge mit der Elbe und ihren Gezeiten verbunden. In Folge der großen Sturmflut vom Februar 1962, die den Norden der Stader Altstadt unter Wasser setzte, ist er seit 1968 vom Tidegewässer durch ein Wehr und eine darüber geführte Straße abgetrennt. Der Hafen wird über seine gesamte Länge von zwei Straßenzügen mit historischen Fachwerkhäusern eingerahmt. Die Häuser am Wasser West gehen bis ins 15. Jahrhundert zurück, die am Wasser Ost sind nicht ganz so alt, da die ursprüngliche Bebauung dem Stader Stadtbrand 1659 zum Opfer fiel. Im Südwesten wird der Hafen durch die Hudebrücke am Fischmarkt, eine backsteingemauerte Tonnengewölbebrücke, begrenzt. Sie wurde 2014/15 für ca. 2 Mio. € grundlegend erneuert. Im Nordosten befindet sich seit 1792 das Schwingesiel neben dem 1705 fertiggestellten Schwedenspeicher.
Der Alte Hansehafen wurde im Mittelalter, um das Jahr 1000 angelegt. Davor wurde der Schiffsverkehr über eine natürliche Schiffslände abgewickelt. Um 1300 wurde das Hafenbecken verschwenkt und befindet sich seit dieser Zeit an seinem heutigen Platz.
Die Geschichte des Hafens konnte durch eine umfangreiche Ausgrabung der Stadtarchäologie Stade näher beleuchtet werden. Dabei kamen zahlreiche Funde aus der Zeit von 1000 bis 2014 zutage.
Auf der Südwestseite am Fischmarkt steht der Alte Kran, er wurde 1977 nach Lüneburger Vorbild rekonstruiert, allerdings ohne die Mechanik im Innern. Der ursprüngliche Tretkran war 1898 abgerissen worden, er diente vormals zum Be- und Entladen der Ewer. Seit 1968 ist der Hansehafen zwar nicht mehr schiffbar, wegen seines pittoresken Charmes hat er sich seitdem aber zum Tourismusmagnet entwickelt. So werden die historischen Kaimauern heute vorwiegend gastronomisch genutzt, insbesondere während des Sommerhalbjahres.